# Ekstraliga polska w rugby union (2012/2013)
Ekstraliga polska w rugby union (2012/2013) – pięćdziesiąty siódmy sezon najwyższej klasy rozgrywek klubowych rugby union drużyn piętnastoosobowych mężczyzn w Polsce. Tytuł mistrza Polski zdobyła Lechia Gdańsk, która w finale pokonała Arkę Gdynia. Trzecie miejsce zajęli Budowlani SA Łódź. 

## System rozgrywek
Sezon 2012/2013 rozegrano w dwóch fazach. W pierwszej wszystkie osiem drużyn rozgrywało spotkania systemem ligowym. W drugiej fazie cztery najlepsze zespoły z pierwszej rozegrały dwumecze półfinałowe, których zwycięzcy spotykali się w finale, a przegrani w meczu o trzecie miejsce. Ponadto piąta z szóstą drużyną pierwszej fazy rozgrywały mecz o piąte miejsce, a siódma z ósmą dwumecz o siódme miejsce i utrzymanie w Ekstralidze – przegrywający spadał do I ligi. Sezon trwał od 25 sierpnia 2012 do 16 czerwca 2013.
W fazie finałowej w przypadku remisu miała być zorganizowana dogrywka, a jeśli ta nie przyniosłaby rozstrzygnięcia, miał decydować konkurs kopów na bramkę. W klasyfikacji w dwumeczach nie uwzględniano punktów bonusowych (które były przyznawane w pierwszej fazie).

## Uczestnicy rozgrywek
Do rozgrywek w sezonie 2012/2013 przystąpiło 8 drużyn:
- Lechia Gdańsk,
- Budowlani SA Łódź,
- Arka Gdynia,
- Posnania Poznań,
- Orkan Sochaczew,
- Budowlani Lublin,
- AZS AWF Warszawa,
- Pogoń Siedlce[2].

## Pierwsza faza
Już w pierwszej kolejce spotkań doszło do bardzo dużej niespodzianki: obrońca tytułu mistrzowskiego Lechia Gdańsk przegrała na swoim boisku z beniaminkiem Ekstraligi Pogonią Siedlce. Beniaminek zanotował doskonały start sezonu odnoszą cztery zwycięstwa z rzędu, w tym z mistrzem i wicemistrzem, a na koniec rundy jesiennej zajmował drugie miejsce w tabeli. Dużym wydarzeniem był mecz trzeciej kolejki sezonu pomiędzy Lechią Gdańsk i Arką Gdynia rozegrany na PGE Arenie w obecności 7 tysięcy widzów.
Wyniki spotkań:
|                   | Lechia Gdańsk | Budowlani SA Łódź   | Arka Gdynia | Posnania Poznań | Orkan Sochaczew | Budowlani Lublin | AZS AWF Warszawa | Pogoń Siedlce |
| Lechia Gdańsk     | –             | 20:0                | 47:25       | 52:26           | 41:19           | 39:0             | 161:0            | 19:26         |
| Budowlani SA Łódź | 13:0          | –                   | 33:27       | 47:7            | 51:13           | 75:5             | 62:10            | 11:23         |
| Arka Gdynia       | 16:9          | 21:18               | –           | 61:7            | 81:18           | 61:15            | 106:0            | 38:5          |
| Posnania Poznań   | 16:42         | 14:34               | 17:53       | –               | 31:8            | 31:20            | 73:7             | 15:12         |
| Orkan Sochaczew   | 15:14         | 18:48               | 21:36       | 16:12           | –               | 22:22            | 79:0             | 12:14         |
| Budowlani Lublin  | 14:38         | 9:32                | 23:24       | 24:16           | 25:0 (walkower) | –                | 55:5             | 16:9          |
| AZS AWF Warszawa  | 0:36          | 5:46                | 0:88        | 8:22            | 14:17           | 17:24            | –                | 7:62          |
| Pogoń Siedlce     | 15:31         | walkower obustronny | 10:27       | 46:19           | 23:10           | 26:19            | 69:7             | –             |

Tabela (w kolorze zielonym wiersze z drużynami, które awansowały do półfinałów, na żółto z drużynami, które zagrały w dwumeczu o utrzymanie):
| Pozycja | Drużyna           | Mecze | Wygrane | Remisy | Porażki | Bilans punktów | Punkty bonusowe | Punkty razem |
| ------- | ----------------- | ----- | ------- | ------ | ------- | -------------- | --------------- | ------------ |
| 1.      | Arka Gdynia       | 14    | 12      | 0      | 2       | 664:213        | 10              | 58           |
| 2.      | Lechia Gdańsk     | 14    | 10      | 0      | 4       | 549:185        | 12              | 52           |
| 3.      | Budowlani SA Łódź | 14    | 10      | 0      | 4       | 470:197        | 10              | 49           |
| 4.      | Pogoń Siedlce     | 14    | 8       | 0      | 6       | 340:256        | 6               | 37           |
| 5.      | Budowlani Lublin  | 14    | 5       | 1      | 8       | 271:395        | 6               | 28           |
| 6.      | Posnania Poznań   | 14    | 5       | 0      | 9       | 306:430        | 6               | 26           |
| 7.      | Orkan Sochaczew   | 14    | 4       | 1      | 9       | 268:412        | 2               | 19           |
| 8.      | AZS AWF Warszawa  | 14    | 0       | 0      | 14      | 80:900         | 2               | 2            |

## Druga faza

### Dwumecz o siódme miejsce
Wynik pierwszego meczu o siódme miejsce:
| | AZS-AWF Warszawa                            | 7:27(7:7) | RC Orkan Sochaczew | Sędzia: Mirosław Janeczko |
| Miłosz Popławski 12 (3pd 2K), Marcin Stencel 5 (P), Radosław Mitrowski 5 (P), Marcin Krześniak 5 (P) | Paweł Krajewski 5 (P), Łukasz Nowosz 2 (pd) | 7:27(7:7) |                    | Sędzia: Mirosław Janeczko |

Wynik meczu rewanżowego o siódme miejsce:
| | RC Orkan Sochaczew                                                                               | 56:15(42:3) | AZS-AWF Warszawa | Sędzia: Dariusz Reks |
| Miłosz Popławski 21 (P 8pd), Łukasz Śmielak 10 (2P), Radosław Mitrowski 10 (2P), Marcin Krześniak 10 (2P), Przemysław Jeznach 5 (P) | Michał Szulczyński 5 (P), Łukasz Ślusarczyk 5 (P), Piotr Nowakowski 3 (K), Paweł Krajewski 3 (K) | 56:15(42:3) |                  | Sędzia: Dariusz Reks |
| Kamil Wydrzyński | Michał Szulczyński                                                                               | 56:15(42:3) |                  | Sędzia: Dariusz Reks |

Z Ekstraligi spadł AZS AWF Warszawa.

### Mecz o piąte miejsce
Wynik meczu o piąte miejsce:
| | KS Budowlani Lublin                      | 37:7(18:7) | KS Posnania Poznań | Sędzia: Kacper Michałkiewicz |
| Wojciech Piotrowicz 7 (2pd K), Wojciech Król 5 (P), Bogdan Wołoszyn 5 (P), Stanisław Niedźwiecki 5 (P), Marcin Tatara 5 (P), Patryk Ćwieka 5 (P), Marcin Dzioch 5 (P) | Daniel Gdula 5 (P), Daniel Trybus 2 (pd) | 37:7(18:7) |                    | Sędzia: Kacper Michałkiewicz |
| Sebastian Berestek |                                          | 37:7(18:7) |                    | Sędzia: Kacper Michałkiewicz |

### Dwumecze półfinałowe o miejsca 1–4
Wyniki pierwszych meczów półfinałowych:
|                                                                         | MKS Pogoń-Awenta Siedlce                                                                           | 15:31(12:13) | RC Arka Gdynia | Sędzia: Mirosław Szczepański |
| Dawid Lorentowicz 8 (P K), Maciej Panasiuk 5 (P), Robert Pawelec 2 (pd) | Dawid Banaszek 11 (pd 3K), Szymon Sirocki 10 (2P), Łukasz Szostek 5 (P), Władysław Hrabowski 5 (P) | 15:31(12:13) |                | Sędzia: Mirosław Szczepański |

|                                                                              | Master Pharm Budowlani SA Łódź | 18:38(8:19) | RC Lechia Gdańsk | Sędzia: Marcin Zeszutek |
| Teimuraz Sochadze 8 (pd 2K), Maciej Orłowski 5 (P), Tomasz Kozakiewicz 5 (P) | Rafał Janeczko 14 (pd 4K), Dariusz Wantoch-Rekowski 5 (P), Cyprian Majcher 5 (P), Timoteo Misioka 5 (P), Marek Płonka 5 (P), Jurij Buchało 4 (2pd) | 18:38(8:19) |                  | Sędzia: Marcin Zeszutek |
|                                                                              | Rafał Witoszyński · Timoteo Misioka | 18:38(8:19) |                  | Sędzia: Marcin Zeszutek |

Wyniki rewanżowych meczów półfinałowych:
| | RC Lechia Gdańsk                                  | 51:10(17:3) | Master Pharm Budowlani SA Łódź | Sędzia: Kacper Michałkiewicz |
| Jurij Buchało 26 (P 6pd 3K), Cyprian Majcher 5 (P), Henry Bryce 5 (P), Piotr Jurkowski 5 (P), Rafał Sajur 5 (P), Bartłomiej Wójcik 5 (P) | Tomasz Kozakiewicz 5 (P), Teimuraz Sochadze 5 (P) | 51:10(17:3) |                                | Sędzia: Kacper Michałkiewicz |
| Sławomir Kaszuba |                                                   | 51:10(17:3) |                                | Sędzia: Kacper Michałkiewicz |

| | RC Arka Gdynia                                                                               | 50:29(21:10) | MKS Pogoń-Awenta Siedlce | Sędzia: Marcin Zeszutek |
| Craig Bachurzewski 10 (2P), Kacper Ławski 10 (2P), Dawid Banaszek 10 (5pd), Karol Perzak 5 (P), Kamil Simionkowski 5 (P), Szymon Sirocki 5 (P), Tomasz Stępień 5 (P) | Dawid Lorentowicz 14 (P 3pd K), Adrian Chróściel 5 (P), Marek Mirosz 5 (P), Piotr Psuj 5 (P) | 50:29(21:10) |                          | Sędzia: Marcin Zeszutek |

Do finału awansowały Lechia Gdańsk i Arka Gdynia.

### Mecz o trzecie miejsce
Wynik meczu o trzecie miejsce:
| 15 czerwca 2013 | Master Pharm Budowlani SA Łódź                      | 13:12(3:7) | MKS Pogoń-Awenta Siedlce                                                  | Łódź Sędzia: Kacper Michałkiewicz |
| 15 czerwca 2013 | Teimuraz Sochadze 8 (pd 2K), Dawit Gugiszwili 5 (P) | 13:12(3:7) | Bartosz Nasiłowski 5 (P), Maciej Panasiuk 5 (P), Dawid Lorentowicz 2 (pd) | Łódź Sędzia: Kacper Michałkiewicz |

### Finał
Wynik finału:
| 16 czerwca 2013 | RC Arka Gdynia                                                           | 20:24(14:12) | RC Lechia Gdańsk                                                       | Narodowy Stadion Rugby, Gdynia Sędzia: Marcin Zeszutek |
| 16 czerwca 2013 | Dawid Banaszek 10 (2pd 2K), Kacper Ławski 5 (P), Mateusz Bartoszek 5 (P) | 20:24(14:12) | Rafał Janeczko 14 (pd 4K), Piotr Jurkowski 5 (P), Tomasz Rokicki 5 (P) | Narodowy Stadion Rugby, Gdynia Sędzia: Marcin Zeszutek |

## Klasyfikacja końcowa
Klasyfikacja końcowa Ekstraligi (na czerwono wiersz z drużyną, która spadła do I ligi):
| Pozycja | Drużyna           |
| ------- | ----------------- |
| 1.      | Lechia Gdańsk     |
| 2.      | Arka Gdynia       |
| 3.      | Budowlani SA Łódź |
| 4.      | Pogoń Siedlce     |
| 5.      | Budowlani Lublin  |
| 6.      | Posnania Poznań   |
| 7.      | Orkan Sochaczew   |
| 8.      | AZS AWF Warszawa  |

## I i II liga
Równolegle z rozgrywkami Ekstraligi rywalizowały drużyny na dwóch niższych poziomach ligowych: w I i II lidze.
Końcowa klasyfikacja I ligi (na zielono wiersz z drużyną, która awansowała do Ekstraligi):
| Poz. | Drużyna                |
| ---- | ---------------------- |
| 1    | Ogniwo Sopot           |
| 2    | Juvenia Kraków         |
| 3    | Czarni Pruszcz Gdański |
| 3    | Skra Warszawa          |
| 5    | Frogs Warszawa         |
| 6    | Arka II Gdynia         |

Końcowa klasyfikacja II ligi:
| Poz. | Drużyna                |
| ---- | ---------------------- |
| 1    | Alfa Bydgoszcz         |
| 2    | BBRC Łódź              |
| 3    | AZS UR RC Zielona Góra |
| 4    | RC Częstochowa         |

## Inne rozgrywki
W finale rozgrywanego w tym sezonie Pucharu Polski Lechia Gdańsk pokonała Arkę Gdynia 27:22. W zakończonych w 2013 rozgrywkach w kategoriach młodzieżowych mistrzostwo Polski juniorów zdobyli Budowlani Lublin, a mistrzostwo Polski kadetów Orkan Sochaczew.